# 林添福 (台灣陶藝家)
林添福（1926年7月—2019年3月20日），臺中市外埔區人，臺灣陶藝家，暱稱「阿公仔」，各界尊稱其為「添福師」，1972年開辦陶瓷窯廠，為苗栗縣竹南蛇窯創辦人。2016年獲中華民國文化部頒贈「工藝成就獎」。

## 生平
1926年林添福生於臺中外埔，時其父林啟明買下大甲東「外窯」，更名為「林振新陶瓷工場」，由祖父林國本、叔父林啟榮經營。1938年，林隨福州師傅學陶，14歲始為陶師，正式入廠拉坯生產陶器。

### 發展陶業
1945年因戰後陶器需求量少，為維持生計而在陶廠擔任陶師處理窯廠入窯、燒火及出窯等事務。後因家族分家，窯廠於1952年轉售予沙鹿紀桶鉗，於是林添福輾轉至臺灣中部各地窯場擔任「拉坯師傅」。1953年至苗栗許錦文「台大陶廠」生產公賣局酒甕、1959年至新竹「金煉成陶器工廠」擔任陶師期間習得製造模具技術，陸續開發香爐、花盆等旋坯模具。
1960年代，中部製陶界掀起製造園藝陶器風潮，林添福與楊寶林師傅合作原型雕塑與分片製模，為大甲東「一成陶器工廠」（內窯）開發大型注漿景觀用陶及立體雕塑，如：黃牛、青蛙等造型，同時至南投縣水里鄉「新成興」、「永昌」陶廠以及嘉義縣「金義發陶廠」等廠開發動物與花盆造型模具。

### 創業發展
1972年，自臺中大甲遷居苗栗縣竹南鎮公館里大埔頂，成立「恆發陶瓷廠」以傳統土角磚砌築一座長25公尺的斜坡型蛇窯，用於生產陶瓷花盆以及傳統民生日用陶具。後因塑膠製品業興起致使陶廠生意受挫，於1983年歇業。轉而前往南投縣魚池鄉協助陶藝師黃金田燒製大型陶藝品。

### 轉型傳承
1983年恆發陶瓷廠歇業後，林添福另設置瓦斯窯，開始製造茶壺及長頸瓶、大型香爐、蟠龍大盤等陶藝創作。1994年，原陶瓷廠改組、更名為「竹南蛇窯」，經營方向轉型為柴燒陶藝創作。2007年，林添福身患腦中風，將創作陶藝當作復健，於高齡81歲至90歲期間完成雙層鏤空系列、鳥獸浮雕、長景瓶系列、福氣瓶以及臺灣牛與黃金兔等動物系列作品。
2019年3月20日，林添福於家中辭世。同年4月4日於苗栗縣竹南鎮大埔頂7號喪宅前舉行公祭，獲工藝中心主任許耿修代表政府頒贈總統褒揚令，全文如下：

　　竹南蛇窯創辦人林添福，稟賦軒秀，平易通敏。少歲從師潛脩學陶，克承祖基，勤奮操持；專擅手拉坯、手擠坯、原型雕塑，復長浮雕彩繪，開啟近八十載陶冶年歲。爰躬自肇建「竹南蛇窯」，榮登全國歷史建築百景之一，允為臺灣現代陶業史傳奇，結合固有元素技法，恢弘樸渾純粹絕異，橫翔捷出，踵事增華。平居悉力完善製程，創新多元造形設計；研求日用器具項目，提升生活品質內涵；張拓鄉土美學視野，豐富庶民文化底蘊，妙悟覃思，深功博古；蹊徑獨闢，巧若生成。曾獲頒前臺灣省政府文化處「民俗技藝特別貢獻獎」、文化部「工藝成就獎」等殊榮，蜚英騰茂，令譽揚輝。綜其生平，盡瘁柴燒陶瓷工藝保存，厚實傳統產業轉型發展，大匠運斤，遺緒聲采；碩行矩範，蓬島芳流。遽聞嵩齡辭世，軫懷良殷，應予明令褒揚，用示政府篤念宿耆之至意。

總　　　統　蔡英文　　　　

行政院院長　蘇貞昌　　　　

## 作品風格與典藏
林添福陶藝作品以福州師製陶技藝為基礎，運用柴燒技法呈現傳統造形美學。
- 新北市立鶯歌陶瓷博物館館藏《1955年款褐色甕》[8]
- 國立臺灣歷史博物館館藏《黃釉印紋陶甕》[9]
- 國立臺灣歷史博物館館藏《林添福製陶茶壺冠》[10]
- 國立臺灣工藝研究發展中心典藏《盤龍長景瓶》[11]

## 成就與貢獻
- 1988年：作品「浮雕羅漢瓶」入選中華民國陶瓷木雕評選展[2]
- 1998年：獲臺灣省文化處頒發「民俗技藝特別貢獻獎」[2]。
- 2001年：林添福創辦的竹南蛇窯獲選「臺灣歷史建築百景」[2]。
- 2002年：林添福創辦的竹南蛇窯登錄為苗栗縣歷史建築[5][6]。

## 外部連結
- 林添福-台灣硘聲的Facebook專頁